# 盲盒
盲盒，又稱盲包，是指消费者不能提前得知具体产品款式的盒装商品，具有随机的属性。盒中内容物可以是玩偶、书籍、动漫影视作品的周边，有的盲盒主题或者内容物不在ACG领域内，甚至包含活體動物。

## 发展史
据凤凰网，盲盒诞生于日本，起源于20世纪初日本百货公司的福袋以及20世纪80年代的扭蛋玩具，流行欧美后也开始被称作“Blind Box”。早期盲盒内容物仅限于ACG领域的商品，后来则发展到书籍、生鲜产品等与ACG文化无关的领域。截至2020年10月，哔哩哔哩拆盲盒频道的视频播放量为8035.8万次，微博#盲盒#话题有34.8万次讨论。而《经济参考报》则认为，盲盒文化源于美国，兴于日本。在2019年前后的中国大陆走红。其限定款的饥饿营销方式激发了消费者的购买及复购欲。
据《新京报》2019年消息，有消费者因为购买盲盒成瘾，有一对夫妇4个月花了20万元人民币在盲盒上；还有一名60岁的玩家，一年花费70多万元购买盲盒。而一个二手购物平台2019年年中数据显示，2018-2019年间有30万盲盒玩家在其平台交易，每月发布的闲置盲盒数量较一年前增长320%。

## 观点

### 购买动机
盲盒爱好者认为，盲盒玩偶不仅仅是收藏，还有社交功能，有的盲盒爱好者经常逛一些论坛，里面充斥着分享、炫耀、讨论、交换的声音，这就促使玩家不停收集，产生复购行为。据《经济参考报》调查，现有的盲盒作品是大众易于接受的可爱形象，2021年的市场上，盲盒的价格在39至59元不等，绝大多数人可承受；一套盲盒系列玩偶手办少则几个，多则数十个，品牌商为了增加盲盒爱好者的兴趣，还会制作一些抽出概率更低的隐藏及稀缺款。隐藏款出现的概率极低，其设定抓住了消费者心理。因此，盲盒玩家、中间商、黄牛等抓住了盲盒爱好者的猎奇心态，从中看出了商机，加入炒盲盒的行列。《新京报》认为，购买盲盒成瘾是赌徒心理导致的。

### 消费者权利
据《经济参考报》，在消费者投诉网站，涉盲盒投诉的问题集中在假冒伪劣、虚假宣传、过期库存商品、隐藏款延迟发货、退货难等。《新京报》认为，相对于彩票，盲盒销售又是个高度不透明、信息极为不对称的行业；盲盒的受众多为涉世未深的未成年人，对市场风险的识别能力相对较低，容易被不法商贩欺骗。
一位四年级小学生母亲曾投诉，自家小孩偷偷拿着母亲的手机，通过天猫、微信小程序线上抽盒机花了2000多元人民币。母亲曾与店家协商退款，但是商家明确盲盒一旦消费不支持退款。浙江省社会学会会长杨建华认为，可以通过家庭与学校联动的方式，引导青少年树立正确的消费观，使其知晓购买的风险，有必要提醒年轻人节制消费、避免成瘾，同时，盲盒商家应在产品醒目位置主动提示相关售后服务标准以及年龄限制。另一方面，互联网运营商应对每一款上线盲盒加强审核，防止包含低级内容的产品进入市场。
2021年1月26日，中国消费者协会官方网站发布消费提示指出，有经营者用盲盒清库存，损害消费者合法权益，扰乱市场，提醒广大消费者勿盲目购买。上海市消保委认为，盲盒隐藏款概率可能影响消费者知情权，盲盒隐藏款的稀缺性可能导致不理性的投机行为，盲盒企业参与二级市场行使价格操纵行为，不仅破坏二级市场盲盒产品价格的形成机制，同时也会破坏统一经营的定价策略，目前尚缺乏对盲盒一类产品的有效管理机制与法律法规。

### 中國法律问题
律师甘海濱表示，要警惕盲盒发展成赌博等违法犯罪。如果盲盒内产品的价值差距非常明显，比如一些盲盒含有石头，一些是价值百万的黄金，那么这种行为本身就偏离了商品售卖的基本范畴，会涉及非法发行彩票的非法经营甚至构成赌博类犯罪。
有媒体批评部分商人经营宠物盲盒的行为，因为长途运输及包装简陋往往让盲盒中的动物难以生存；同时，由于缺乏检验检疫，动物活体盲盒有可能传播疾病，危及公共卫生安全。5月8日，四川省成都市邮政管理局官网发布公告，因为在寄件人未提供合法安全证明的情况下违规收寄活体动物，以及上级管理企业未实行统一管理，该局对“宠物盲盒”涉事企业作出行政处罚。中通快递内部也相应作出整改。2021年5月3日、11日，有人分别在四川成都与江苏苏州的中通快递网点发现了多个装有活体动物的快递盒，其中部分盒中动物已经死亡。在苏州发现的32个宠物盲盒里，幸存送入动物医院的宠物，至13日只剩7只存活。江苏广电记者认为，盲盒当下正火，但不能搞违法违规经销，更不能越过法律界限收割公众的好奇心。

### 中國監管
2022年1月14日，上海市市场监管局发布《上海市盲盒经营活动合规指引》，提出盲盒经营建议，建議单个盲盒不超200元，不得以盲盒形式进行销售特殊食品、药品、医疗器械、有毒有害物品、易燃易爆物品、活体动物等，不得向8周岁以下的未成年人销售盲盒。这也是中華人民共和國省级层面首次发布的盲盒经营合规指引。
2023年6月15日，国家市场监督管理总局发布盲盒经营行为规范指引，規定药品、医疗器械、有毒有害物品、易燃易爆物品、活体动物等不得以盲盒形式销售。食品、化妆品不应当以盲盒形式销售。